# Blue Island
Blue Island é uma cidade localizada no estado americano de Illinois, no Condado de Cook.

## Demografia
Segundo o censo americano de 2000, a sua população era de 23.463 habitantes.
Em 2006, foi estimada uma população de 22.547, um decréscimo de 916 (-3.9%).

## Geografia
De acordo com o United States Census Bureau tem uma área de 10,6 km², dos quais 10,4 km² cobertos por terra e 0,2 km² cobertos por água. Blue Island localiza-se a aproximadamente 189 m acima do nível do mar.

## Localidades na vizinhança
O diagrama seguinte representa as localidades num raio de 8 km ao redor de Blue Island. 